# Dritan Abazović
Dritan Abazović (Ulcinj, 25 de diciembre de 1985) es un político montenegrino que se desempeñó como primer ministro de Montenegro desde abril de 2022 hasta octubre de 2023. De etnia albanesa, encabeza el partido Acción Reformista Unida y anteriormente se desempeñó como vice primer ministro en el gabinete de Zdravko Krivokapić desde 2020 hasta 2022.

## Carrera política

### Primer ministro
El 3 de marzo de 2022, el presidente Đukanović pidió a Abazović que formara un nuevo gobierno tras una moción de censura a principios de febrero contra Krivokapić. El 28 de abril, el parlamento de Montenegro aprobó un nuevo gobierno, compuesto por una amplia coalición de partidos proeuropeos y proserbios, con Abazović como primer ministro. Abazović dijo a los legisladores que el enfoque principal del nuevo gobierno serán las reformas requeridas por la Unión Europea para que Montenegro pueda solicitar acelerar su proceso de adhesión a la luz de la nueva situación creada por la invasión rusa de Ucrania. Agregó que cinco prioridades del gobierno serán la lucha contra la corrupción, inversiones y desarrollo más sostenibles, protección del medio ambiente y mejor atención a la niñez y la juventud.

## Vida personal
Abazović es un albanés étnico y musulmán. Habla con fluidez el serbo-croata, albanés e inglés. En 2017, firmó la Declaración sobre la lengua común de los montenegrinos, croatas, serbios y bosnios. En 2010, publicó su primer libro titulado Cosmopolitan Culture and Global Justice. También ha trabajado como profesor de secundaria en Ulcinj, enseñando sociología de la cultura, comunicación e historia de la religión.